# Xantolis longispinosa
Xantolis longispinosa là một loài thực vật có hoa trong họ Hồng xiêm. Loài này được Elmer Drew Merrill miêu tả khoa học đầu tiên năm 1934 dưới danh pháp Sideroxylon longispinosum. Năm 1974, Hsien Shui Lo chuyển nó sang chi Xantolis.

## Tên gọi
Tên gọi trong tiếng Trung là 琼刺榄 (Quỳnh thích lãm).

## Phân bố và môi trường sống
Loài này có tại Hải Nam (Trung Quốc). Rừng ở các cao độ từ thấp đến trung bình.

## Mô tả
Cây bụi hoặc cây gỗ, cao 8-9(-13) m. Vỏ cây màu vàng ánh xám đến đen ánh xám. Cành con nhẵn nhụi, đôi khi có gai; gai 1,5-3,5 cm, mọc thẳng, cứng và nhọn đầu. Cuống lá 1–3 mm; phiến lá thường hình trứng ngược, 2-4 (-8) x 1-2,3 (-3) cm, gốc lá hình nêm, đỉnh từ tròn tới tù, gân bên khoảng 10 đôi. Hoa đơn độc hoặc thành cụm gồm vài hoa. Cuống hoa 3-5 (-8) mm, có lông tơ màu gỉ sắt. Lá đài 5, hình trứng, 5–6 mm, cả hai mặt có lông tơ màu gỉ sắt. Tràng hoa màu trắng; thuỳ 5, bên ngoài có lông tơ ở phần giữa nhưng dần trở thành nhẵn nhụi, bên trong có lông nhung thưa thớt. Nhị 5; chỉ nhị dày với một cụm lông nhung màu gỉ sắt ở mỗi bên tại gốc; nhị lép 5, hình mũi mác đến hình trứng, mép có lông tơ màu nâu ánh vàng. Bầu nhụy hình gần cầu, khoảng 1,5 mm, dày đặc lông tơ màu gỉ sắt. Vòi nhụy khoảng 3 mm. Quả màu xanh lục dần trở thành màu nâu nhạt, hình từ gần cầu đến gần elipxoit, 1,2 cm, nhẵn nhụi hoặc có lông màu gỉ sắt áp ép, với một vòi nhụy bền dài khoảng 1,2 cm và đài hoa phình to; cuống quả 8–10 mm, nhẵn nhụi. Hạt hình gần cầu, hơi ép dẹp, đường kính khoảng 8 mm, màu nâu bóng; sẹo hình elip. Ra hoa tháng 10 - tháng 2 năm sau, tạo quả tháng 6-tháng 10.